# Polyartemiella
Polyartemiella è un genere di crostacei anostraci della famiglia dei Chirocephalidae.
Comprende le seguenti specie:
- Polyartemiella hazeni
- Polyartemiella judayi